# NSWRL 1932
Die NSWRL 1932 war die 25. Saison der New South Wales Rugby League Premiership, der ersten australischen Rugby-League-Meisterschaft. Den ersten Platz nach Ende der regulären Saison belegten die South Sydney Rabbitohs. Diese gewannen im Finale 19:12 gegen die Western Suburbs Magpies und gewannen damit zum 11. Mal die NSWRL.

## Tabelle
|     | Team                    | Spiele | Siege | Unent. | Ndlg. | Spiel- punkte | Diff. | Tabellen- punkte |
| --- | ----------------------- | ------ | ----- | ------ | ----- | ------------- | ----- | ---------------- |
| 01. | South Sydney Rabbitohs  | 14     | 13    | 0      | 1     | 292:130       | + 162 | 26               |
| 02. | Western Suburbs Magpies | 14     | 11    | 0      | 3     | 321:156       | + 165 | 22               |
| 03. | Eastern Suburbs         | 14     | 9     | 0      | 5     | 253:133       | + 120 | 18               |
| 04. | Balmain Tigers          | 14     | 7     | 1      | 6     | 204:227       | - 23  | 15               |
| 05. | Newtown Jets            | 14     | 7     | 0      | 7     | 201:251       | - 50  | 14               |
| 06. | St. George Dragons      | 14     | 4     | 1      | 9     | 140:203       | - 63  | 9                |
| 07. | Sydney University       | 14     | 2     | 0      | 12    | 134:275       | - 141 | 4                |
| 08. | North Sydney Bears      | 14     | 2     | 0      | 12    | 147:317       | - 170 | 4                |

## Playoffs
Das Playoffsystem sah 1932 das bereits 1911 und 1930 verwendete „Right of Challenge“ für das Finale vor. Dieses besagte, dass, sollte die niedriger platzierte Mannschaft gewinnen, die höher platzierte das Recht hatte, ein eine Woche später stattfindendes Wiederholungsspiel zu beantragen.

### Halbfinale
| 3. September | South Sydney Rabbitohs | 26 : 8 | Eastern Suburbs | Sydney Sports Ground, Sydney Zuschauer: 14.353 Schiedsrichter: Lal Deane |
| 3. September | (8:5) Bericht          |        |                 | Sydney Sports Ground, Sydney Zuschauer: 14.353 Schiedsrichter: Lal Deane |

| 10. September | Western Suburbs Magpies | 15 : 7 | Balmain Tigers | Sydney Sports Ground, Sydney Zuschauer: 5.715 Schiedsrichter: Lal Deane |
| 10. September | (3:7) Bericht           |        |                | Sydney Sports Ground, Sydney Zuschauer: 5.715 Schiedsrichter: Lal Deane |

### Final
| 17. September | Western Suburbs Magpies | 23 : 8 | South Sydney Rabbitohs | Sydney Sports Ground, Sydney Zuschauer: 18.724 Schiedsrichter: Lal Deane |
| 17. September | (14:0) Bericht          |        |                        | Sydney Sports Ground, Sydney Zuschauer: 18.724 Schiedsrichter: Lal Deane |

### Grand Final
| 24. September | South Sydney Rabbitohs                                                                       | 19 : 12       | Western Suburbs Magpies                                                | Sydney Sports Ground, Sydney Zuschauer: 16.925 Schiedsrichter: Lal Deane |
| 24. September | Versuche: Black, Lewis, Why Erhöhungen: Wearing (3/3) Straftritte: Wearing (1), Williams (1) | (9:2) Bericht | Versuche: Rankine, Ridley Erhöhungen: Mead (2/2) Straftritte: Mead (1) | Sydney Sports Ground, Sydney Zuschauer: 16.925 Schiedsrichter: Lal Deane |

| 1  | Albert Spillane  |
| 2  | Benjamin Wearing |
| 3  | Pat Maher        |
| 4  | Alby Black       |
| 5  | John Why         |
| 6  | Jim Deeley       |
| 7  | Percy Williams   |
| 8  | Eric Lewis       |
| 9  | George Treweek   |
| 10 | Frank O’Connor   |
| 11 | Eddie Root       |
| 12 | Jack Peterson    |
| 13 | Frank Curran     |

| 1  | Frank McMillan   |
| 2  | Alan Ridley      |
| 3  | Cliff Pearce     |
| 4  | Ray Morris       |
| 5  | Harry Rankine    |
| 6  | Jack McGlinn     |
| 7  | Leslie Mead      |
| 8  | Frank Sponberg   |
| 9  | Charlie Cornwell |
| 10 | Bill Ryan        |
| 11 | Cecil Rhodes     |
| 12 | Bob Lindfield    |
| 13 | Bill Brogan      |